# Lisa Tertsch
Lisa Tertsch (Offenbach am Main, 1 de dezembro de 1998) é uma triatleta alemã, campeã olímpica.

## Carreira
Lisa Tertsch nasceu em Offenbach am Main. Ela é membro da ASC Darmstadt. Ela estudou economia na Universidade Harvard, de 2016 até o verão de 2021. Em uma entrevista com a FAZ, ela disse que, até então, estudar era sua principal prioridade; o esporte era o segundo. 2021 também foi a qualificação olímpica para as Olimpíadas de Tóquio, que ela perdeu por um fio e percebeu que se praticasse esportes sem entusiasmo, seria difícil competir contra concorrentes que investissem mais em esportes.
Ela ganhou o ouro com a seleção feminina sub-23 no Campeonato Europeu de Cross Country de 2018 em Tilburg. Ela se tornou campeã alemã na distância de sprint do triatlo em Berlim em 2021 e novamente em Düsseldorf em 2023. Ela ganhou o bronze no Campeonato Mundial de Triatlo em Hamburgo no verão de 2022. Ela terminou em segundo lugar no Campeonato Mundial de Triatlo em Hamburgo em julho de 2024.
Nos Jogos Olímpicos de Verão de 2024, em Paris, conquistou a medalha de ouro no revezamento misto, ao lado de Tim Hellwig, Lasse Lührs e Laura Lindemann, com o tempo de 1:25:39.